# BTK Rekord
BTK Rekord är en bordtennisklubb från Helsingborg, som grundades 1936. Dess hemmaarena är Idrottens hus, medan klubbens kansli ligger i stadsdelen Miatorp. Klubben spelar sedan säsongen 2022/2023 i Pingisligan och har spelat totalt 37 st säsonger i ligan sedan deras debut säsongen 1948/1949. De har även vunnit 2 st SM-silver, år 2007 och 2017.
I klubben ingår ett flertal olika lag, förutom huvudklubben BTK Rekord. Både Råå BTK:s herr- och damlag ingår i organisationen, samt farmarklubbarna Råå BTK, BT Syd och Classic. BTK Rekords herrlag och Råå BTK:s damlag spelar i elitserien sedan några år tillbaka och Råå BTK:s damlag har dessutom vunnit två SM-guld (2003 och 2004). Båda lagen spelar i svarta tröjor och svarta shorts. Råå BTK:s herrlag spelar i division 1 södra, medan BT Syd spelar i division 4 och Classic, klubbens oldboys, i division 5. Föreningen har en mycket stor ungdomsverksamhet och driver även Dalhemsskolans fritidsgård. Klubben arrangerar årligen turneringarna Rekord-Cupen och Rekord Open, samt Lilla Rekord-Cupen för ungdomar.